# Veliki prasak
Po teoriji velikog praska (eng. Big Bang), svemir se prije oko 13,8 milijardi godina počeo širiti iz točke neizmjerne gustoće, te se nastavio širiti do danas. Ova teorija, za razliku od suparničkih teorija, obuhvaća koncepte mijenjanja i evolucije svemira, te je zato jedina u stanju objasniti pojave kao što su Hubbleov zakon, kozmičko mikrovalno pozadinsko zračenje i omjeri lakih elemenata u svemiru.
Otac teorije je katolički svećenik Georges Lemaître.
Alternativna teorija je hladni veliki prasak.

## Prije Planckovog vremena
Velikim praskom naziva se događaj stvaranja svemira. Važno je razumjeti da veliki prasak nije nikakva eksplozija u "središtu svemira"  već sam događaj stvaranja prostora, vremena, materije i energije. Svemir se nakon velikog praska počeo širiti i širi se i danas. Sa širenjem prostora, materija se razrjeđivala, svemir se hladio i mijenjao: od homogene "juhe" vrućih, nama danas uglavnom nepoznatih čestica, do današnjeg hladnog svemira s milijardama galaksija.
Sam trenutak stvaranja i kratak period od 10−44 sekundi nakon stvaranja još uvijek su izvan domašaja znanosti. Naime, Einsteinova opća teorija relativnosti, jedina opće prihvaćena teorija prostora i vremena, ne funkcionira za sustave manje od tzv. Planckove udaljenosti (10−35 metara) i za događaje koji traju kraće od tzv. Planckovog vremena (10−44 sekundi). Unutar Planckovog vremena ni prostor ni vrijeme više nemaju isto značenje kao u svakodnevnom životu. Tu bi granicu trebala srušiti kvantna teorija gravitacije, koja još uvijek nije razvijena. Ovaj početni period svemira zovemo "epoha kvantne gravitacije".

## Kratka povijest svemira
Svemir možemo podijeliti u nekoliko epoha. Iza epohe kvantne gravitacije, slijede redom epoha velikog ujedinjenja, epoha elektroslabe sile (kvarkovska epoha), leptonska epoha, fotonska epoha, epoha u kojoj svemir postaje proziran i epoha formiranja galaktika nakon koje nastupa sadašnja faza razvoja svemira.
Epoha velikog ujedinjenja nastavlja se na epohu kvantne gravitacije, u trenutku kada je svemir imao temperaturu od 1032 K. Oko 10−38 sekundi nakon nastanka svemira, pri temperaturi od 1029 K, temeljna međudjelovanja - jako, slabo i elektromagnetsko - mogla su biti ujedinjena. Fluktuacije u vakumu uzrokuju ubrzanu ekspanziju, tzv. inflaciju. Svemir je u 10−34 sekundi narastao od 10−15 m do veličine deset milijuna promjera sunčevog sustava. U ovoj epohi nastaje mala asimetrija između materije i antimaterije, koje će se kasnije uglavnom poništiti, no mali višak materije stvorit će današnji svemir. Ovaj se proces zove bariogeneza.
U epohi elektroslabe sile (kvarkovska epoha), pri temperaturi od 1027 K i starosti svemira od 10−34 s, jako međudjelovanje se počinje odvajati od preostala dva koja zajedno tvore elektroslabu silu. Kvarkovi i antikvarkovi se međusobni poništavaju, a spomenuta asimetrija odgovorna je za postojanje materije u svemiru.
Leptonska epoha počinje pri starosti svemira od 10−10 sekundi i pri temperaturi od 1015 K. U ovoj se epohi razdvajaju elektromagnetska i slaba sila. Pri starosti svemira od oko 10−5 stvaraju se protoni i neutroni. Na temperaturi ispod 1011 K protoni se ubrajaju u "tvar" dok se skoro 2000 puta lakši elektroni ponašaju kao zračenje, pa, uz neutrine, doprinose termičkoj ravnoteži. Protoni i neutroni slobodno prelaze jedni u druge, no to prestaje kad se svemir ohladi do temperature od 1011 K, nakon čega prevladava prelazak iz težih neutrona u lakše protone, pri čemu se energija oslobađa. Nakon uspostave ravnoteže između procesa prelaska protona u neutrone i obrnuto, 38% nukleona (neutrona i protona) su neutroni, a 62% protoni.
Oko 1 sekundu nakon nastanka svemira, pri temperaturi od 1010 K, nastaje fotonska epoha. Termička ravnoteža se više ne održava neutrinima, a istovremeno se veliki broj pozitrona i elektrona anihilira i prelazi u fotone.
Tri minute nakon velikog praska, pri temperaturi od 109 K stvaraju se jezgre atoma deuterija - deutroni, nakon čega nastaju jezgre elemenata težih od vodika, uglavnom helija. Ovaj proces se naziva prvotna nukleosinteza.
Oko 300 000 godina nakon velikog praska, pri temperaturi od 3000 K, svemir postaje proziran. Elektroni se s protonima vežu u vodikove atome, koji su električni neutralni, pa svemir postaje proziran za fotone. Svjetlost koja nam dolazi s "rubova" svemira krenula je na svoj put prema nama u vrijeme zadnjih raspršenja fotona na 3000 K. Ovu je svjetlost prikupio satelit COBE (Cosmic Background Explorer), a kasnije i WMAP (Wilkinson Microwave Anisotropy Probe). Ovo je zračenje, zbog širenja svemira, do danas ohlađeno na 2.7 K i predstavlja kozmičko mikrovalno pozadinsko zračenje koje su 1964. godine otkrili Arno Penzias i Robert Wilson.
Milijardu godina nakon velikog praska, počinje epoha formiranja galaksija, temeratura je pala na 18 K. Početne nehomogenosti, iako vrlo male, prouzročile su tijekom milijarde godina grupiranje tvari u nakupine - preteče protogalaksija. Od najgušćih područja nastaju prve zvijezde, od kojih one najmasivnije vrlo brzo eksplodiraju kao supernove. Svemir se nastavlja hladiti sve do današnje temperature od 2.7 K.
U jezgrama zvijezda koje su nastale od jezgara vodika i helija, stvaraju se teže atomske jezgre. Ugljik, kisik, dušik i željezo stvoreni nukleosintezom u zvijezdama, raspršuju se svemirom eksplozijama supernovih, čineći osnovu za zvijezde nove generacije.

## Dokazi
Kozmičko mikrovalno pozadinsko zračenje, Hubbleov zakon, količina i lokacija lakih elemenata, radio-galaksije i kvazari razlozi su zašto većina kozmologa danas prihvaća teoriju velikog praska, a ne suparničku teoriju stalnog stanja.

### Kozmičko mikrovalno pozadinsko zračenje
Zasigurno najjači dokaz teorije velikog praska je kozmičko mikrovalno pozadinsko zračenje (eng. Cosmic Microwave Background Radiation, CMBR). To je difuzno izotropno zračenje čiji spektar odgovara spektru zračenja crnog tijela pri temperaturi od 2.73 K. Spektar zračenja se nalazi u mikrovalnom dijelu spektra, van optičkog prozora, pa ga je moguće detektirati samo radio-teleskopima. Smatra se da ovo zračenje predstavlja ohlađeno zračenje zaostalo iz vremena ranog svemira.
Otkriće CMBR je vrlo važno jer jer se uklapa u teoriju Georgea Gamowa po kojoj su kemijski elementi stvoreni u prvih 5 minuta nakon velikog praska. On je tvrdio da bi prvobitno zračenje iz tog vremena još uvijek trebalo ispunjavati svemir, te da bi, zbog širenja svemira, trebalo biti ohlađeno na oko 5 K.
Kada je zračenje otkriveno, pokazalo se da je izotropno, iz čega je zaključeno da potječe iz dubokog svemira. Naime, svako zračenja nastalo u blizini Sunca ili u našoj galaksiji ne bi bilo sferno simetrično, t.j. njegov bi intenzitet varirao ovisno o smjeru. Drugo važno svojstvo CMBR je spektar zračenja koji odgovara spektru zračenja crnog tijela.

### Hubbleov zakon
Edwin Hubble otkrio je 1929. proporcionalnost između udaljenosti pojedine galaktike i brzine kojom se ona udaljava od nas. Ta se proporcionalnost naziva Hubbleov zakon. Ova proporcionalnost navodi na zaključak da je svim galaksijama trebalo podjednako vremena za pomak od početne pozicije do današnjeg položaja. Svemir je, dakle, jednom bio sažet u točku i od tada se širi.

### Omjeri lakih elemenata
Nukleosinteza velikog praska (engl. Big Bang Nucleosyntesis, BBN) je dio teorije velikog praska koji objašnjava omjere količine različitih lakih elemenata u svemiru. U trenucima nakon velikog praska, svemir je bio vruća mješavina raznih vrsta čestica. Kako se svemir hladio, barionske čestice, kao što su elektroni, protoni i neutroni, počele su se vezivati u atome, većinom vodika i helija. Teorija BBN ne samo uspješno predviđa da su vodik i helij dominantni elementi u svemiru, nego predviđa i njihov međusobni omjer.
Deuterij je stabilni, neradioaktivni izotop vodika, a njegova jezgra se sastoji od jednog protona i jednog neutrona. Atomska masa mu je 2.104. Ova je čestica iznimno "krhka" - poznato je da ne nastaje u nuklearnim reakcijama u jezgrama zvijezda, već se tamo samo razara. Deuterij je moguće pronaći samo u međuzvjezdanoj materiji koja još nije prošla kroz ciklus života neke zvijezde. Prisustvo deuterija je još jedan dokaz da su laki elementi nastali nakon velikog praska.

### Kvazari i radio-galaksije
Radio-galaksije i kvazari također su jedan od jakih dokaza teorije velikog praska. Radio-galaksije su galaktike koje su iznimno svijetle u radio dijelu spektra. Kod većine otkrivenih radio-galaksija utvrđena je jaka emisija radio-valova iz područja u blizini središta galaksije, a često se javlja i radio-svijetli halo. Otkriveni Radio-valovi su vrlo često jako polarizirani, što su astronomi protumačili kao radio-emisiju elektrona vrlo velikih energija, koji se gibaju brzinama bliskim brzini svjetlosti. Smatra se da je uzrok tome neka vrlo dramatična pojava pri čemu se oslobođa energija ekvivalentna onoj koja se oslobađa anihilacijom desetak milijuna zvijezda.
Otkriveno je da se jači izvori nalaze na većim udaljenostima od slabijih. Gledajući sve dublje u svemir ujedno gledamo sve dalje u prošlost, pa gornje otkriće ukazuje na evoluciju radio-galaksija od jačih prema slabijim izvorima. Upravo se teorija velikog praska, za razliku od konkurentnih toerija, zasniva na ideji evolucije svemira.
Godine 1963. astronom Martin Schmidt otkrio je dva objekta (3C 273 i 3C 48) na kozmološkim udaljenostima od z=0.16 i z=0.37, što znači da se udaljavaju od nas brzinama jednakim 15% i 31% brzine svjetlosti. Ovi su objekti nazvani kvazarima (engl. quasar, quazi-stellar object, QSO).
Kvazari su izvangalaktički objekti koji su iznimno svijetli s obzirom na njihovu veličinu i udaljenost - smatra se da je emisija elektro-magnetskog zračenja kvazara od stotinu do tisuću puta veća nego što je to slučaj kod prosječne galaksije. U teleskopima izgledaju kao točke, pa odatle i naziv kvazari (kvazi-stelarni objekti). Do danas ih je otkriveno nekiliko tisuća, neki od njih i u skupovima galaksija. Iako priroda kvazara i njihova uloga u evoluciji svemira nije do kraja jasna, danas se smatra da su kvazari najsvjetliji tip aktivnih galaktičkih jezgri iz ranih faza evolucije galaksija, te da se zaista nalaze na njihovim kozmološkim udaljenostima. Kvazari su najdalji i intrinsično najsvjetliji objekti koje možemo vidjeti.

## Problemi
Kao ni sve druge znanstvene teorije, ni Teorija velikog praska nije nepogrešiva ni sveobuhvatna. Iako spomenuti dokazi podržavaju teoriju, neke nepoznanice još uvijek postoje. Četiri su osnovna problema vezana uz ovu teoriju: nedostatak antimaterije, formiranje galaksija, budućnost svemira te uvjeti "prije" velikog praska.

### Zašto je tako malo antimaterije u svemiru?
Fizičar Carl Anderson (California Institute of Technology) otkrio je 1932. godine novu vrstu čestice - pozitron. Pozitron je antičestica elektronu. To je bio prvi slučaj otkrića antimaterije u laboratoriju.
Ako postoji obilje čestica i antičestica na vrlo visokoj temperaturi procesi anihilacije i nastajanja novih parova čestica i antičestica bit će u ravnoteži. S padom temperature opada i energija zračenja, a time i brzina stvaranja novih čestica. Anihilacija se nastavlja sve dok se ne istroše sve čestice ili antičestice.
Problem s kojim se današnja kozmologija susreće je nedostatak antičestica. Zemlja, znamo, sadrži vrlo malo, gotovo ništa, antimaterije. Sateliti poslani u orbitu oko Zemlje skenirali su svemir s istim rezultatima. Kako objasniti ovu neravnotežu između materije i antimaterije?
Neravnoteža je morala postojati prije razdoblja materije. Nekoliko je mogućih razloga za to: ili je svemir započeo s viškom materije, ili je antimaterija odvojena u neki drugi dio svemira, ili (najvjerojatnije) je neki nepoznati proces stvorio višak materije.

### Kako su se galaktike uspjele formirati u tako kratkom vremenu?
Proces formiranja galaktika je usko vezan uz proces stvaranja atoma koji se dogodio oko 500 000 godina nakon velikog praska. Prije stvaranja atoma, kontinuirano sudaranje fotona i čestica u ranoj plazmi stvaralo je pritisak koji je sprječavao okupljanje materije u veće nakupine. Nakon stvaranja atoma svemir postaje proziran za zračenje te ono više ne raspršuje materiju. Gravitacija napokon dolazi od izražaja te se atomi počinju skupljati u sve veće i veće konglomeracije. Proces počinje s dva atoma koji se slučajno nađu u blizini te se, zbog gravitacije, još više približe. Takva mala nakupina svojom naraslom gravitacijskom silom postaje uzrokom lančanog procesa koji na kraju vodi do formiranja galaktika i skupova galaksija.
Problem je u tome što za dovršenje tog procesa nije dovoljno ovih 10-15 milijardi godina na koliko se procjenjuje starost svemira. Pored toga, ako nakupina atoma u nekom vremenu ne uspije dosegnuti određenu kritičnu masu, širenje svemira će odnijeti okolnu materiju izvan njenog dosega i tako zaustaviti proces. Jedino moguće objašnjenje ove zagonetke je postojanje nekog nepoznatog procesa koji bi stvorio nakupine materije prije ere stvaranja atoma. Za sada nam nije poznat nijedan takav proces.

### Hoće li se svemir zauvijek širiti?
Hoće li se svemir zauvijek širiti ili će se nakon nekog vremena početi sažimati? Odgovor na ovo pitanje ovisi o masi svemira, što je teško procijeniti s obzirom na to da sva masa nije vidljiva.
U modelu zatvorenog svemira završna faza razvitka svemira jest veliki škripac (veliki tijesak, eng. Big Crunch).

### Što se događalo neposredno prije velikog praska?
U znanstvenim okvirima nemoguće je točno odgovoriti na ovo pitanje. velikim praskom nastali su prostor i vrijeme kakve poznajemo: ne možemo saznati što se događalo "prije" toga.

## Vanjske poveznice
- Astronomska sekcija Fizikalnog društva Split - Kozmologija
- Fizika svemira: povijest svemira